# Hagop Bedros VII Holassian
Hagop Bedros VII Holassian (Armeens: Յակոբ Պետրոս Է. Հոլասեան) ( ? - Bzommar, 6 februari 1843) was een katholikos-patriarch van de Armeens-Katholieke Kerk.
Hagop Holassian werd op 30 juni 1841 door de synode van de Armeens-katholieke Kerk gekozen tot katholikos-patriarch van Cilicië van de Armeniërs als opvolger van Krikor Bedros VI Jeranian die op 22 september 1840 was overleden. Holassian nam daarop de naam Hagop Bedros VII Holassian aan. Zijn benoeming werd op 27 januari 1842 bevestigd door paus Gregorius XVI. De zetel van het patriarchaat was gevestigd in Bzommar.